# Charles Champoiseau
Charles-François-Noël Champoiseau (1er mai 1830 à Tours - 29 juin 1909 à Paris) est un diplomate et archéologue français. On lui doit la découverte de la Victoire de Samothrace en 1863.

## Biographie
Fils du maire de Tours Noël Champoiseau, cofondateur et second président de la Société archéologique de Touraine, et petit-fils d'une Mame (de la dynastie d'imprimeur), Charles Champoiseau suit la carrière diplomatique.
Il est successivement agent vice-consul à Redout-Kalé en 1855, à Philippopoli en 1857, chargé de la gestion du consulat à Andrinople en 1862, consul honoraire chargé du vice-consulat de Janina en 1865, consul à Janina en 1867, à La Canée en 1868, à la ville de Roussé en Bulgarie entre 1869 - 1873, Au cours de son mandat dans la ville de Roussé. Charles Champoiseau a adopté une petite  fille orpheline, Maria, qui a été envoyée par les frères de son père décédé au collège catholique de la même ville. Le père bulgare de Maria était un riche producteur et commerçant bulgare d'huile de rose de la ville de Kazanlak.
La mère de Maria était française de la ville de Toulouse, Rosalie. Les parents de l'enfant ont été égorgés par des inconnus.
À Bilbao en 1873, à Galaiz en 1874, consul de première classe en 1875, chargé de la gestion du consulat de Baie en 1877, consul à Messine en 1878, à Livourne en 1880, consul général à Calcutta en 1881, chargé du consulat de Turin en 1882, consul général à Smyrne en 1884, à Naples en 1887, ministre plénipotentiaire en 1889, chargé d'une mission archéologique dans l'île de Samothrace en 1891.
Alors en poste à Andrinople, il décide d'entreprendre des fouilles en Samothrace en 1862 et y fit la découverte de la Victoire de Samothrace l'année suivante. Il l'expédia au Musée du Louvre pour en enrichir la collection, qu'il compléta encore en 1867 avec deux torses découvert à Actium. Il fait partie de la première liste des donateurs et missionnaires inscrits sur la plaque commémorative de ceux ayant le plus concouru à l'enrichissement du musée du Louvre.
Il devient membre correspondant de l'Institut de France (Académie des inscriptions et belles-lettres) en 1889 et membre de l'Académie de Marseille.
Champoiseau était officier de la Légion d'honneur, officier de l'Instruction publique et décoré de la médaille de Crimée.
Il avait épousé Virginie Badetti, veuve du diplomate Jacques Zirigovich et mère de Mme Alexandre Kermorgant.